# خسف فوجيت
خسف فوجيت أو خسفيت فوجيت حفرة إذابة جيولوجية في منطقة فوجيت بمحافظة المهرة شرقي اليمن، تبعُد نحو 1300 كيلومترًا شرقي العاصمة صنعاء ونحو 33 كيلومترًا عن الحدود العُمانية وتقع في منطقة صخور جيرية ذات تضاريس سهلية جبلية، تظهر بوضوح في صور الأقمار الصناعية كحفرة مظلمة ضمن منطقة هبوط أرضي، أُثير حولها الكثير من الجدل ورُبطت بمرويات بئر تاريخية تُدعى بئر برهوت وانتشرت عنها الكثير من القصص والحكايات غير الموثّقة، جرى استكشافها جيولوجًيا في سبتمبر 2021 ووضع ذلك حدًا للكثير من التكهنات حولها.

## توصيف
الحفرة بمحيط دائري عمومًا ويبلغ عمقها نحو 112 مترًا، يبلغ عرضها عند السطح «وحتى عُمق 65 متر» ما يقارب 30 مترًا ثم يتوسّع تبعًاً لتركيب الصخور ليبلغ في القاع نحو 116 مترًا، حيث تتسع الحفرة نسبيًا في الطبقات الصخرية الأقل صلابة، ففي الأعلى طبقات صخرية جيرية وفي الأسفل طبقات صخور جيرية طينية.
تنبثق المياه من جوانب الحفرة في منطقة الحد الفاصل بين الطبيقتين الجيرية العلوية والجيرية الطينية السلفية على عمق 65 مترًا تقريبًا من السطح، لتشكّل شلالات مياه صغيرة تتفاوت في غزارة تدفقهّا واستمراريتها، يُعد الشلال الشرقي أنشطها وتتقطع تدفقات المياه عند الشلال الجنوبي.
تحوي الحفرة مجموعة متنوعة من الترسبات الكهفية ولآلئ الكهوف، ويصل طول بعض الصواعد والهوابط في الحفرة أكثر من 9 أمتار، تعيش فيها مجموعة مختلفة من الكائنات الحية، منها الأفاعي والضفادع والخنافس وبعض الطيور، ووجدت بقايا للحيوانات النافقة في قاع الحفرة.

## استكشافها
منذ زمن، كانت هناك محاولات فردية محدودة لاستكشاف الحفرة، يرجع ذلك لنقص الخبرة والمعدّات وانتشار القصص والحكايات، وقد ذكر مدير هيئة المساحة الجيولوجية والثروات المعدنية «صلاح بابحير» لوكالة الأنباء الفرنسية قائلاً: «زرنا الموقع ووصلنا إلى عمق يفوق 50-60 مترا من البئر. ولاحظنا في داخلها أشياء ورائحة غريبة لم نعرف ماهيتها، لم نصل إلى عمق أكبر نظرا إلى قلة الأكسجين وإلى عدم وجود تهوية في ذلك الموقع».
ومع انتشار الحديث عنها إعلاميًا عام 2018 ازدادت محاولات الاستكشاف وازدادت معها التكهنّات، وفي 15 سبتمبر 2021 تمكّن أخيرًا الفريق العُماني لاستكشاف الكهوف «OCET Oman» وبالتعاون مع هيئة المساحة الجيولوجية والثروات المعدنية اليمنية، ومركز اللغة المهرية للدراسات والبحوث من النزول لقاع الحفرة واستكشافها، توثيقها ووصفها جيولوجيًا، وأوضح الفريق أن الخسف مرّ بمراحل متعاقبة من التجوية والتعرية والاذابة للصخور الجيرية، حتى وصل لمرحلة الإنهدام والخسف.
نشر الفريق العُماني تفاصيل العملية على حسابه في موقع تويتر، وأوضح أبرز السمات الجيولوجية والبيئية للحفرة، ووثق الكشف بمجموعة من الصور والبيانات كما أنه جمع مجموعة من العينات الصخرية، وأوضحوا أنهم لم يعثروا على أي أمر خارق للطبيعة.

## قصص شعبية
منذ زمن، أحاط الغموض خسف فوجيت وانتشرت حولها القصص والروايات وتناقلها الناس عبر السنوات، منها أن الحفرة مسكونة بالجن أو تُعّد سجنًا للجن، كذلك قصص شعبية حول حوادث حصلت في محيط الحفرة وداخلها، فضلًا عن رائحة يصفها السكان المحليون بالكريهة، وسماع صوت ماء جارٍ ورؤية بعض الطيور والأفاعي تعيش داخلها، يُضاف لذلك الظلمة الشديدة التي تحول دون رؤية قاع الحفرة الإ بتعامد أشعة الشمس، وساد اعتقاد بأنها تشكل خطرًا فوق الأرض، وقد تبتلع كل ما يقترب منها، هذه القصص والظروف جعلت الكثيرون سيتوحشون الاقتراب منها أو حتى الحديث عنها، باستثناء بعض المغامرين الذين حاولوا استكشافها بما توفّر لديهم من معدّات.